# 埃尔尼 (索姆省)
埃尔尼（法語：Ergnies，法語發音：[ɛʁɲi]）是法国上法蘭西大區索姆省的一个市镇，属于阿布维尔区。

## 地理
埃尔尼（50°5'9"N, 2°2'15"E）面积1.96 平方千米，位于法国上法蘭西大區索姆省，该省份为法国北部沿海省份，北起加来海峡省和北部省，西接滨海塞纳省和大西洋英吉利海峡，南至瓦兹省，东临埃纳省。
与埃尔尼接壤的市镇（或旧市镇、城区）包括：阿伊勒欧克洛谢、布吕康、栋克尔、戈朗夫洛。
埃尔尼的时区为UTC+01:00、UTC+02:00（夏令时）。

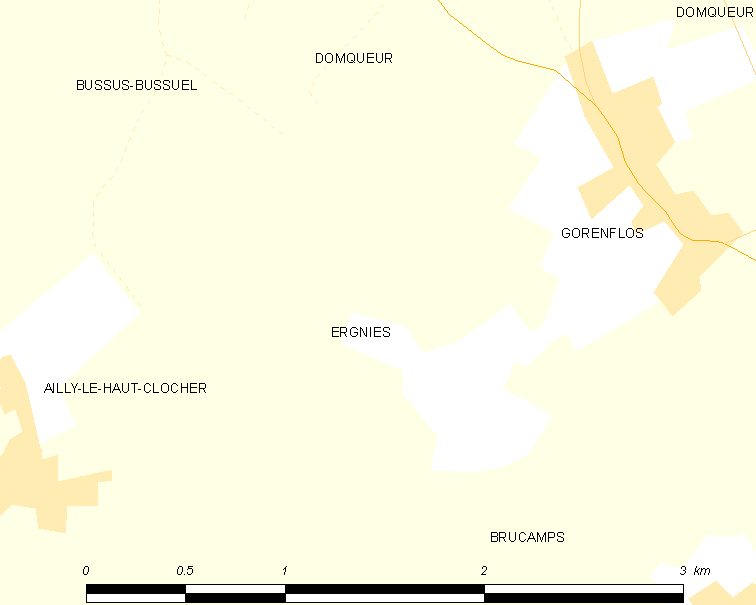
埃尔尼的OSM定位图

## 行政
埃尔尼的邮政编码为80690，INSEE市镇编码为80281。

## 政治
埃尔尼所属的省级选区为吕镇县。

## 人口

1962-2008年间埃尔尼人口变化图示

埃尔尼于2022年1月1日时的人口数量为164人。